# Flutwelle
Eine Flutwelle ist ein plötzlich ansteigender Wasserstand im Meer, in einem Fließgewässer oder einem Gerinne mit manchmal katastrophalen Auswirkungen. 
Sie kann erzeugt werden etwa durch
- die Wirkung von Ebbe und Flut, insbesondere bei einer Sturmflut oder Springflut.
- ein Seebeben, siehe Tsunami – auch durch Vulkanausbruch, wie das Krakatau-Ereignis von 1883
- das Abbrechen eines Ufers oder einer Böschung, die in einen See stürzt, sowie Felsstürze und andere Massenbewegungen
- beim Kalben eines Gletschers, sowohl bei im Meer endenden Gletschern als in Binnengewässern wie beispielsweise bei Gletscherrandseen

Eine Sonderform der Flutwellen bilden die Sturzfluten, die eine besondere Herausforderung für den Wasserschutz darstellen. Sie entstehen z. B. durch den Bruch einer Talsperre (siehe Liste der Talsperrenkatastrophen) oder durch starke Niederschläge, die Hochwasser erzeugen. Typische geomorphologische Formen solcher Flutereignisse sind die Schwemmkegel sowie die Trockentäler wie Wadis oder die italienischen Torrentes. Eine Sonderform bilden die Lahars, die Schlammfluten aus vulkanischen Eruptivsedimenten. Für Flutwellen dieser Art baut man Wildbachverbauungen und Hochwasserrückhaltebecken.
Flutwellen könnten auch durch einen Meteoriteneinschlag in ein Gewässer entstehen. Bisher sind aber solche Ereignisse nicht historisch verzeichnet. Einschlagkrater am Meeresgrund belegen aber das Vorkommen solcher Ereignisse.